# Vale de Porco (Mêda)
Vale de Porco é uma aldeia da freguesia do Poço do Canto, no Município da Mêda.

## Outros
- Mêda
- Poço do Canto
- Aldeias dos Cancelos